# Sojus T-1
Sojus T-1 wurde als erstes Raumschiff der Sojus-T-Baureihe am 16. Dezember 1979 unbemannt gestartet. 
Nach einer dreitägigen Testphase koppelte Sojus T-1 an die, während der Kopplungszeit ebenfalls unbemannte, Raumstation Saljut 6 an. Am 23. März 1980 löste sich das Raumschiff wieder von der Station und kehrte zur Erde zurück. Die Landung erfolgte am 25. März 1980.